# Tréflaouénan
Tréflaouénan (bret. Trelaouenan) – miejscowość i gmina we Francji, w regionie Bretania, w departamencie Finistère.
Według danych na rok 1990 gminę zamieszkiwały 432 osoby, a gęstość zaludnienia wynosiła 53 osoby/km² (wśród 1269 gmin Bretanii Tréflaouénan plasuje się na 865. miejscu pod względem liczby ludności, natomiast pod względem powierzchni na miejscu 901.).